# JW Marriott Jakarta
Le JW Marriott Jakarta est un gratte-ciel de 33 étages construit en 2001 à Jakarta en Indonésie. D'après Emporis sa hauteur est de 128 mètres.
Il abrite un hôtel de 333 chambres de la chaine Marriott.
L'immeuble a été la cible de deux attentats islamistes, en 2003 et 2009 qui ont fait de nombreux morts, les islamistes considérant cet hôtel comme un symbole de l'occident.
En août 2003, un attentat-suicide a tué 12 personnes et en a blessé 150. L'explosion a détruit les étages inférieurs et a des fenêtres des étages supérieurs .
Le 17 juillet 2009, une autre attaque suicide a tué 7 personnes et en a blessé 50.